# Tölgylevélsodrómoly
A tölgylevélsodrómoly (Aleimma loeflingiana) a valódi lepkék (Glossata) alrendjébe tartozó sodrólepkefélék (Tortricidae) családjának egyik elterjedt faja; közismert erdőgazdasági kártevő.

## Elterjedése, élőhelye
Európában elterjedt faj. Középhegységeinkben megtalálható mindenütt, ahol nő a közelben kocsánytalan tölgy.

## Megjelenése
Szárnyán elmosódott, sárgás-barnás csíkok váltakoznak. Szárnyának fesztávolsága 17–20 mm.

## Életmódja
Hernyója a tölgyfa elterjedt kártevője. Egy évben egy nemzedéke kel ki; a peték telelnek át. A kis hernyók már rügyfakadáskor kikelnek, és a fakadó rügyeket pusztítják. Az idősebb hernyók „lakócsővé” sodorják a leveleket, és a csőben táplálkoznak. A lepkék májusban rajzanak. Tápnövényei a tölgyfajok. Egyes években ez a faj tölgyeken a tavaszi „sodrómoly-együttes” legfőbb faja, más években csak kiegészíti a tölgyilonca kártételét.

## Külső hivatkozások
- Mészáros Zoltán – Szabóky Csaba: A magyarországi molylepkék gyakorlati albuma. Budapest: Agroinform. 2005.  arch Hozzáférés: 2018. április 6. (PDF)